# Peter Løvenkrands
Peter Rosenkrands Løvenkrands (ur. 29 stycznia 1980 w Hørsholm) – duński piłkarz grający na pozycji pomocnika oraz napastnika.
Najpierw grał w amatorskim Lillerød IF i z niego trafił do młodzieżowej reprezentacji swojego kraju. Po kilku udanych występach po jego usługi sięgnął Akademisk Boldklub, z którym w lutym 1997 podpisał zawodowy kontrakt. Po awansie do Superligaen, jego drużyna wygrała Puchar Kraju, pokonując w finale Aalborg BK.
Dzięki dobrej dyspozycji, w letnim okienku transferowym, w 2000 roku został kupiony przez Rangers F.C. Grając na Ibrox Park dwukrotnie został mistrzem Scottish Premier League. Wkrótce zainteresowało się nim wiele klubów. W 2005 odrzucił ofertę Middlesbrough FC. W następnym sezonie nie był już wystawiany w roli atakującego, lecz grał na pozycji lewego pomocnika. W sezonie 2005–2006 doszedł z The Gers do 1/8 finału Ligi Mistrzów, gdzie jego drużyna została wyeliminowana przez Villarreal CF.
Po sześciu latach spędzonych w Szkocji piłkarz opuścił klub na zasadzie wolnego transferu (jego kontrakt z wygasł). Otrzymywał propozycje między innymi od CA Osasuna i Romy, wybrał jednak ofertę FC Schalke 04, gdzie grał jego rodak, Søren Larsen. Po dwóch sezonach gry w niemieckim zespole rozwiązał kontrakt z klubem, zaś w styczniu 2009 roku po dwutygodniowych testach podpisał kontrakt z Newcastle United. W nowej drużynie zadebiutował 28 stycznia w ligowym meczu z Manchesterem City, zaś pierwszą bramkę zdobył 7 lutego w spotkaniu z West Bromwich Albion. W Srokach zagrał w 85 meczach wszystkich rozgrywek (ligowych oraz pucharowych) i zdobył w nich 29 bramek.
9 lipca 2012 roku podpisał kontrakt z pierwszoligowym wówczas Birmingham City.
Znalazł się w kadrze Danii na Mundial w 2002 roku oraz EURO 2004. Obydwa te turnieje były dla podopiecznych Mortena Olsena dosyć udane, gdyż dwukrotnie udało się im wyjść poza fazę grupową. Løvenkrands na mistrzostwach globu pojawił się na boisku w 89. minucie trzeciego meczu w grupie, zaś na mistrzostwach kontynentu – w 85. ćwierćfinałowego spotkania z Czechami. Do tej pory zaliczył 22 spotkania w czerwono-białych barwach, strzelił jedną bramkę.